# Johann Peter Kohl

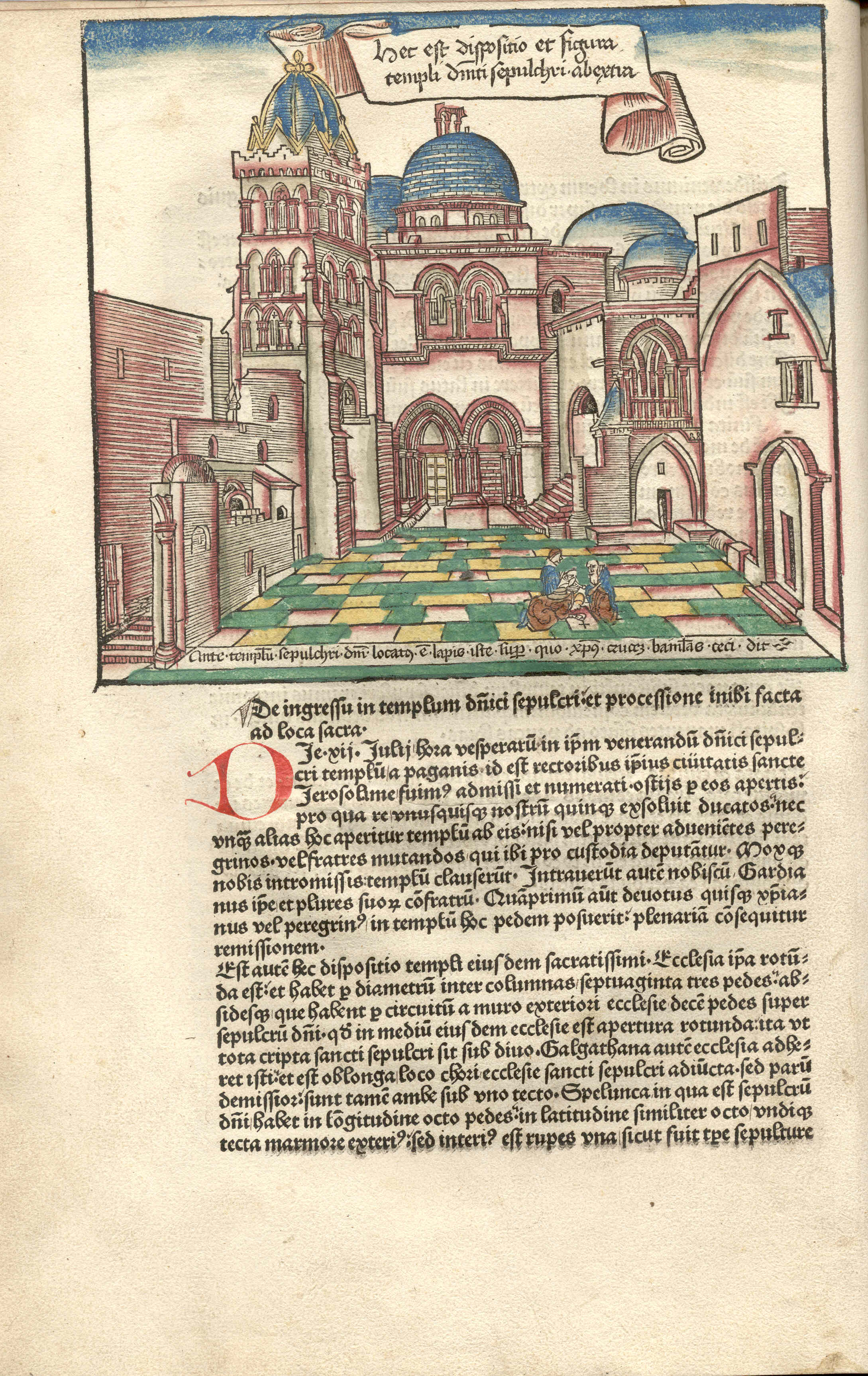
Bernhard von Breydenbach, sanctae peregrinationes. Mainz: Erhard Reuwich 11. Februar 1486. (Inkunabel aus der Bibliothek Johann Peter Kohls)

Johann Peter Kohl (* 10. März 1698 in Kiel; † 9. Oktober 1778 in Altona) war ein Theologe und Polyhistor; er war einer der ersten Gelehrten, der sich philologisch mit den slawischen Sprachen befasste und sich mit einer Vereinigung der russischen und westlichen Kirchen auseinandersetzte.

## Leben und Wirken
Kohls Vater war Franz Dietrich Kohl, der in Kiel fast 50 Jahre lang Rector war. Der Sohn studierte Theologie in Kiel und Rostock. 1723 war er als Historiker in Leipzig. Im selben Jahr erweiterte er eine Schrift, die der russische Zar Peter I. schon 1717 erhalten hatte und in der Kohl seine Gedanken über eine Vereinigung der westlichen und der russischen Kirche darlegte. Im Jahre 1725 wurde Johann Peter Kohl als Professor der Kirchengeschichte und der schönen Wissenschaften an die kaiserliche Akademie der Wissenschaften in St. Petersburg berufen (1730 gefolgt von einem Landsmann, dem Geographen Gerhard Friedrich Müller). Bereits 1727 wurde er aus diesem Amt indes entlassen, angeblich auf eigenen Wunsch, da er das Klima nicht vertragen habe; andere Quellen behaupteten, Kohl habe sich in die eben 18-jährige Elisabeth, die spätere Zarin, verliebt, was seine Abreise aus St. Petersburg beschleunigt habe.
Die lebenslange Pension von 200 Rubeln seitens der russischen Regierung erlaubte Kohl in den folgenden Jahren das sorgenfreie Leben eines Privatgelehrten in Hamburg. Seit seiner Rückkehr aus St. Petersburg gab er nicht nur eigene Dichtungen und Übersetzungen heraus, sondern betätigte sich auch als Autor und Verleger diverser Zeitschriften und Abhandlungen. Das bedeutendste seiner Werke dürfte die im Jahre 1729 erschienene Introductio in historiam et rem literariam Slavorum imprimis sacram sein, in der er sich mit der kirchenslawischen Literatur befasste. 1731 gab er die Niedersächsischen Nachrichten heraus. Die Hamburgischen Berichte von neuen Gelehrten Sachen (die sogenannten Kohlblätter) erschienen von 1732 bis 1759. Mit seiner Hamburgischen vermischten Bibliothek (1743–1745) und dem Gesammelten Briefwechsel der Gelehrten (1750–1752) sowie weiteren Periodika unterstrich er seine Präsenz als Gelehrter, die er auch in internationalen Briefwechseln pflegte.
Im Jahre 1768 erhielt er von Christian VII., König von Dänemark, die Erlaubnis, sich im dänischen Altona niederzulassen, wo er 1778 verstarb. Seine überaus wertvolle Bibliothek hatte er bereits 1768 dem Christianeum, dem Gymnasium Academicum in Altona, überlassen, nachdem er diese dem dänischen König in Aussicht auf seine Niederlassung in Altona für dessen dortige Bildungsanstalt angeboten hatte. Diese Sammlung blieb nach den Wünschen des Donators als „Donum Kohlianum“ dort für fast zweihundert Jahre gesondert aufgestellt. Im Winter 1946/47 gelangte der größte Teil der Sammlung in die Hamburger Staats- und Universitätsbibliothek.